# Another Suitcase In Another Hall
Another Suitcase In Another Hall is een nummer afkomstig uit de musical Evita uit 1976. In 1997 werd het nummer op single uitgebracht door Madonna.

## Achtergrondinformatie
Another Suitcase In Another Hall werd, net als de andere nummers uit Evita, geschreven door Tim Rice en Andrew Lloyd Webber. Op 18 maart 1997 kwam de cd-single uit in Australië, Groot-Brittannië en enkele andere landen, waaronder Nederland. Het was de derde single van de soundtrack van Evita, na het Oscarwinnende You Must Love Me en Don't Cry For Me Argentina. Deze nummers waren internationale hits. Net als You Must Love Me, wist Another Suitcase In Another Hall echter niet de Nederlandse Top 40 te halen. Het nummer bleef steken in de tipparade. Het werd alleen in het Verenigd Koninkrijk een bescheiden succes, waar het de zevende plaats behaalde. In dat land had Barbara Dickson er in 1977 al een hit mee gehad.
De ballad werd in de musical oorspronkelijk niet door de rol van Eva gezongen, maar door de minnares van Juan Perón. De filmmakers veranderden dit echter om meer kwetsbaarheid aan het personage te geven en er een mogelijke hitsingle van te kunnen maken, ter promotie van de film.

## Tracklist
Maxi-cd-single
1. "Another Suitcase In Another Hall" - 2:32
2. "Don't Cry For Me Argentina (Miami Mix Edit)" - 4:28
3. "You Must Love Me" (- 8:10
4. "Hello And Goodbye" - 1:47